# 108-й окремий штурмовий батальйон «Вовки Да Вінчі»
Батальйон «Вовки Да Вінчі» (108-й окремий штурмовий батальйон) — батальйон Сил безпілотних систем Збройних сил України, який входить до складу 59-ї окремої штурмової бригади імені Якова Гандзюка. Командир — капітан Сергій Філімонов.
З червня 2024 року бере участь у боях на Покровському напрямку.

## Історія

### Добровольчий український корпус
Історія батальйону пов'язана з засновником і першим командиром батальйону — Дмитром «Да Вінчі» Коцюбайлом і 1-ю штурмовою ротою у складі 5-го батальйону Добровольчого українського корпусу. З 2014 року бійці 1-ї штурмової роти у складі ДУК ПС брали участь у боях у найгарячіших точках фронту на Донеччині та Луганщині: в Авдіївці, Пісках, Карлівці, а також під Савур-Могилою, Старогнатівкою, Степанівкою. Під командуванням Дмитра підрозділ набув слави одного з найефективніших і найпрофесійніших у країні.

### Створення батальйону «Вовки Да Вінчі»
У квітні 2022 року внаслідок об'єднання 1-ї штурмової роти ДУК ПС під командуванням Дмитра Коцюбайла та підрозділу «Гонор» Сергія Філімонова було утворено батальйон «Вовки Да Вінчі», який увійшов до складу 7-го центру Сил Спеціальних Операцій. Батальйон очолив Дмитро Коцюбайло, а Сергій Філімонов став командиром роти «Гонор».

### У складі 67 ОМБр
З кінця 2022 до 2024 року «Вовки Да Вінчі» входили до складу 67 ОМБр, на основі яких і був сформований 1-й окремий механізований (згодом штурмовий) батальйон. За цей час «вовки» взяли участь у контрнаступі на Харківщині: у звільненні Балаклії, Ізюму, Борової, Куп'янська; боях на Луганщині: за Кремінну, Білогорівку, Сіверськодонецьк, Лисичанськ та боях на Донеччині — за Серебрянку, Соледар, Бахмут.
Бійці батальйону назавжди увійшли в історію за оборону «Дороги життя» — останньої дороги, яка забезпечувала логістику для українських захисників до Бахмуту. На цій ділянці під час відбиття ворожого штурму, боєць роти «Гонор» Олексій «Тихий» Найда викрикнув фразу, що стала відомою: «Це наша посадка».
7 березня 2023 року у боях за Бахмут загинув командир батальйону «Вовки Да Вінчі» Дмитро «Да Вінчі» Коцюбайло, його місце посів Юрій Капустяк.
Влітку 2023 року батальйон брав участь у важких боях поблизу Куп'янська. Восени «вовки» повернулися на Донеччину, де обороняли Кліщіївку, а згодом знову на Харківщину — обороняти Куп'янськ.

### Перехід у 59 ОМПБр (нині ОШБр) імені Якова Гандзюка
6 лютого 2024 заступник начальника розвідки 1 ОШБ 67 ОМБр Сергій Філімонов та очільниця медичної служби «Ульф» Аліна Михайлова заявили про вихід «Вовків да Вінчі» зі складу 67-ї окремої механізованої бригади (ДУК ПС) і перехід до складу 59-та окремої мотопіхотної (нині штурмової) бригади імені Якова Гандзюка. За словами Сергія Філімонова, причиною розпаду батальйону стало бажання Юрія Капустяка звільнитися з ЗСУ, що він і зробив восени 2024 року.
Командиром 108-го окремого механізованого батальйону «Вовки Да Вінчі» 59 ОШБр було обрано та призначено Сергія Філімонова.
4 березня 2024 року Олександра Ябчанку призначено командиром роти «Гонор» у складі батальйону «Вовки Да Вінчі». На даний момент Олександр є керівником служби наземних роботизованих комплексів батальйону «Вовки Да Вінчі».

## Бойовий шлях у 59 ОШбр
З червня 2024 року «Вовки да Вінчі» беруть участь у боях на Донеччині: за Красногорівку, Українськ, Воздвиженку, Новотроїцьке, Надіївку.
Під час оборони Українська, разом із 15-ю бригадою НГУ «Кара-Даг», захисники захопили ворожий танк Т-72Б3.
Станом на 2025 рік 108-й окремий штурмовий батальйон «Вовки Да Вінчі» продовжує виконувати бойові завдання на Покровському напрямку.
З квітня 2025 року батальйон «Вовки Да Вінчі» став штурмовим.

## Командування
- капітан Сергій Філімонов (з 06.02.2024)

## Структура
- 1-ша рота
- 2-га рота (рота «Гонор»)
- 3-тя рота (рота «Сіроманці»)
- медична служба «Ульф»
- рота безпілотних авіаційних комплексів (БпАК)
- рота вогневої підтримки
- мінометна батарея
- артилерійська батарея
- снайперський взвод
- інженерно-саперний взвод
- танковий взвод

## Символіка
В емблемі батальйону відтворено три вовчі голови, що вказують на назву підрозділу. Їх розміщено всередині двозуба — знака великого князя Київського Святослава.

## Відомі постаті
Нейт Венс, двоюрідний брат чинного віцепрезидента США Джей Ді Венса, приєднався до батальйону «Вовки Да Вінчі» у 2022 році. Нейт, у минулому морський піхотинець ЗС США, неодноразово брав участь у штурмових діях на Харківщині та Донеччині і зарекомендував себе як професійний снайпер та фахівець у роботі з Mk 19 та Browning M2.

## Втрати

### 2024
- 28 серпня 2024 — Сергій Степаненко («Сіо»). Рота «Гонор». Народився 29 січня 1997. Загинув під час оборони міста Українськ Донецької області.

### 2025
- 5 січня 2025 — Олександр Золоторубов. 8.12.1996, Львів[11].
- 24 лютого 2025 — Лебідь Віталій Васильович («Зуб»). 21.08.1982, Тернопіль. Загинув на Покровському напрямку[12][13]
- 24 лютого 2025 — Профатілов Євгеній Михайлович («Проф») пілот БПЛА. 4.6.2002, Прилуки[14][15]
- 24 лютого 2025 — Ткаченко Денис Дмитрович («Ткач»). пілот БПЛА. 9.10.2004, Прилуки[14][15]
- 2 квітня 2025 — Аверенков Пилип Олексійович («Коді») бойовий медик, молодший сержант. 21.01.1994, Славутич[16]
- 10 липня 2025 — Яровий Олег Вікторович. 2002, Довга Пристань, Первомайський район. Герой України (посмертно) [17]

## Рекрутинг
Із січня 2024 року рекрутингові центри «Вовків Да Вінчі» діють у Києві та у Львові.